# Mariensäule (Klausenburg)

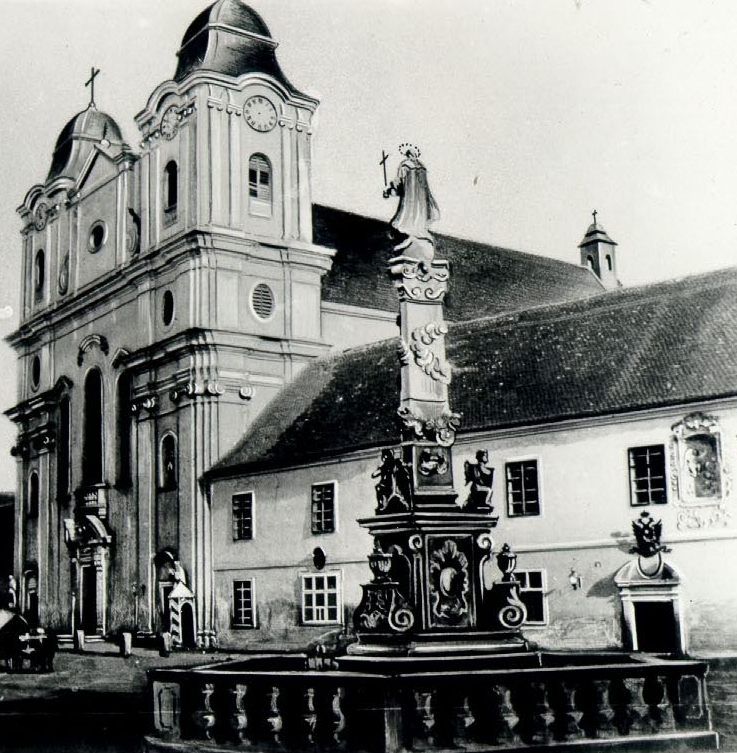
Klausenburger Mariensäule und Jesuitenkirche (1859)

Die Klausenburger Mariensäule oder Pestsäule ist ein barockes Denkmal, das im Jahr 1744 in der siebenbürgischen Stadt Klausenburg (heute Cluj-Napoca in Rumänien) zentral bei der Jesuitenkirche errichtet wurde.
Geschaffen wurde die Mariensäule von dem Bildhauer Anton Schuchbauer (1719–1789) im barocken Stil.
Das kommunistische Regime ließ die Säule 1959 entfernen, die Pfarrei Sf. Petru stellte sie aber 1961 wieder hinter ihrer Kirche auf, dort ist sie bis heute in der Straße des 21. Dezember 1989 Nr. 85 zu sehen.
Im Jahr 2022 wurde die Statue abgebaut, anschließend restauriert und im November 2023 an ihren ursprünglichen Platz zurückgebracht.
Nach der Demontage stellte sich allerdings heraus, dass sich die Statue wegen des unsachgemäß eingesetzten Materials in einem desolaten Zustand befand. Daher wurde auf den Sockel eine Kopie der Marienstatue platziert, deren Original samt den Engeln im Museum aufbewahrt wird.